# 대구 동화사 삼장보살도
대구 동화사 삼장보살도(大邱 桐華寺 三藏菩薩圖)는 대한민국 대구광역시 동구 동화사 성보박물관에 있는 조선시대의 그림이다. 2012년 8월 24일 대한민국의 보물 제1772호로 지정되었다.

## 지정 사유
삼장보살도는 죽은 이들의 영혼을 천도하기 위한 의식용 불화로 천장보살(天藏菩薩), 지지보살(持地
菩薩), 지장보살(地藏菩薩)로 구성되는데, 고려시대의 사례로 알려진 것이 없고 조선시대에만 보이
는 도상이다. 삼장보살도의 화폭 구성은 한 폭에 세 존상을 모두 표현한 경우, 두 폭에 걸쳐 표현
한 경우, 세 폭으로 나누어 그린 경우가 있다. 동화사 삼장보살도는 가로로 긴 한 화면에 세 보살
과 그 권속들을 모두 표현한 경우이다.
화기를 통해 대시주가 18세기 초 대표적인 화승 중 하나인 의균(義均)이며, 당시 동화사 불화 외에
타 지역의 경주 거동사 내원암(巨洞寺內院庵)의 삼단탱(三壇幀), 신녕 수도사 감로왕도(新寧修道
寺甘露王圖), 운문사 청련암 명부도(雲門寺靑蓮庵冥府圖, 지장시왕도로 추정), 창녕 용흥사 아미
타설법도(昌寧龍興寺阿彌陀說法圖), 영지사 향로전 관음보살도(靈芝寺香爐殿觀音菩薩圖) 등도
함께 제작되었음을 알 수 있다. 이를 통해 당시 동화사가 팔공산 인근 지역에서 주로 활동하던 화
사들의 주 근거지, 혹은 작업 공간으로 활용되기도 하였음을 짐작할 수 있다.
16세기 이전으로 올라가는 삼장보살도들은 대부분 해외에 유존하고 있고, 그나마 17․18세기 초에
제작된 석탑사 삼장보살도(1699)나 대구 파계사 삼장보살도(1707) 조차 그 소재가 불분명한 상황에
서 이 삼장보살도가 갖는 불교회화사적 의의는 크다고 하겠다.
더불어 안정된 구도와 비례, 인물의 세부묘사, 채도가 높은 적․녹색의 안정감 있는 대비와 조화,
세밀한 필선과 정교한 문양 등 전반적으로 높은 완성도를 보인다. 화풍 상 17세기 후반에서 18세기
초까지 팔공산을 중심으로 크게 활약한 화승 의균의 화풍도 뚜렷하여 화파(畵派) 연구에도 중요한
작품이다.

## 회의록
동화사 삼장보살도는 현재 보존 상태가 비교적 양호하며, 1728년에 있었던 동화사 대규모 불사 때 조성된 중단탱의 삼장보살도로서, 18세기 초반 불화의 특징을 잘 드러내는 작품이다. 본 작품의 화기에 화승의 이름이 적혀져 있지 않으나, 당시 함께 조성된 지장시왕도의 화기에 수화승 쾌민과 보조승으로 체환, 체준 등 7명의 화승명을 확인할 수 있다. 이들 화승은 17세기 말부터 18세기초에 걸쳐 팔공산 권역을 중심으로 활동했던 화승 의균의 제자들로서, 1707년 조성된 파계사 삼장보살도에서도 체환의 이름을 알 수 있다. 의균은 1728년 동시 조성된 삼장보살도와 지장시왕도에서는 각각 대시주와 화주로만 참여하고 있다. 그런데 연화질을 따로 적지 않은 것은 아마 2폭의 불화가 동시에 조성됨으로써, 삼장보살도에는 동시 조성된 불화를 비롯하여 대시주질 만을 적고, 지장시왕도에는 첫머리에 '시주방명개열'이라고 명기하여 본사 시주질과 인근 동참 사찰의 시주질 그리고 연화질과 사내질을 각각 나눠 적었던 것으로 보인다.
동화사 삼장보살도는 동화사 지장시왕도와 함께 18세기 팔공산 권역의 대표적 화승인 의균 화파의 화맥을 계승한 작품으로, 안정된 화면 구성은 물론 안정된 신체 비례와 세선의 치밀한 묘사가 매우 돋보이는 작품이다. 설채는 주색과 녹색 외에 부분적으로 황색과 청색 등을 활용하였는데, 특히 삼장보살의 두광에 설채된 진한 녹색과 신광의 밝은 녹청색이 대비되며, 동색계 색채의 세련되고 밝은 분위기는 주요 인물을 한층 부각시키는 역할을 한다.
동화사 삼장보살도는 화기를 통해 1728년에 대웅전 상·중·하단의 불화를 조성할 때 지장시왕도와 동시에 그려진 작품임을 알 수 있고, 작자 역시 동일한 것으로 추정된다. 도상분석을 통해 1661년에 간행된 오종범음집을 근거로 도설되었음을 확인할 수 있어 조선 후기 삼장보살도 조상연구에 기준 작품으로 평가된다. 특히 16세기 이전으로 올라가는 작품들은 대부분 일본 등 해외에 유존하고 있고, 그나마 17·18세기 초에 제작된 석탑사 삼장보살도(1699)나 대구 파계사 삼장보살도(1707) 조차 도난으로 그 소재가 불분명한 상황에서 이 삼장보살도가 갖는 불교회화사적 의의는 크다.
이와 더불어 안정된 구도와 비례, 인물의 세부묘사, 채도가 높은 적·녹색의 안정감 있는 대비와 조화, 세밀한 필선과 정교한 문양 등 전반적으로 높은 완성도를 보인다. 화풍상 17세기 후반에서 18세기 초까지 팔공산을 중심으로 크게 활약한 화승 의균의 화풍도 뚜렷하여 화파 연구에서 중요한 작품이다.

## 같이 보기
- 동화사

## 참고 자료
- 문화재청 동산문화재분과위원회 회의록 (2012년 8월 9일)